# Майхок, Дэш
Дэш Ма́йхок (англ. Dash Mihok; полное имя — Дэ́шиелл Ре́ймонд Ма́йхок (англ. Dashiell Raymond Mihok); род. 24 мая 1974, Нью-Йорк) — американский актёр кино и телевидения.

## Биография
Дэш Майхок родился в Нью-Йорке в семье актеров Андреа и Раймонды Торн. Проживал в районе Гринвич-Виллидж и учился в Средней научной школе Бронкса, где занимался бейсболом. Также учился в Профессиональной детской школе на Манхэттене вместе с другом Дональдом Фэйсоном.
Страдает синдромом Туретта.
Снялся во второстепенных ролях в таких коммерчески успешных фильмах, как «Ромео + Джульетта», «Послезавтра», «Идеальный шторм», «Тонкая красная линия», «Мой парень — псих».
В 2017 году на кинофестивале в Беверли-Хиллз победил в номинации «Лучший актер» за роль в фильме «Девушка, которая изобрела поцелуй».
В середине марта 2022 года в российский прокат выйдет эротический триллер Эдриана Лайна «Глубокие воды», снятый при участии актера. Картина основана на одноименном романе Патриции Хайсмитт. Помимо Дэша, в фильме снялись Бен Аффлек и Ана де Армас.

## Фильмография
| Год  |     | Русское название           | Оригинальное название   | Роль                      |
| ---- | --- | -------------------------- | ----------------------- | ------------------------- |
| 1996 | ф   | Ложный огонь               | Foxfire                 | Дэн                       |
| 1996 | ф   | Спящие                     | Sleepers                |                           |
| 1996 | ф   | Ромео + Джульетта          | Romeo + Juliet          | Бенволио                  |
| 1998 | ф   | Тонкая красная линия       | The Thin Red Line       | рядовой первой линии Долл |
| 1999 | ф   | Белые мальчики             | Whiteboyz               | Джеймс                    |
| 2000 | ф   | Идеальный шторм            | The Perfect Storm       | Сержант Джереми Митчелл   |
| 2001 | тф  | Вознаграждение нашедшему   | Finder's Fee            | Болэн                     |
| 2002 | ф   | Проклятый сезон            | Dark Blue               | Гэри                      |
| 2002 | кор | Джонни Флайтон             | Johnny Flynton          | Джонни Флайтон            |
| 2002 | ф   | Гуру                       | The Guru                | Расти                     |
| 2003 | ф   | База «Клейтон»             | Basic                   | Мюллер                    |
| 2004 | ф   | В шоу только девушки       | When Nietzsche Wept     | Майки                     |
| 2004 | ф   | Послезавтра                | The Day After Tomorrow  | Джейсон Эванс             |
| 2004 | тф  | Суета                      | Hustle                  | Паул                      |
| 2005 | ф   | Поцелуй навылет            | Kiss Kiss Bang Bang     |                           |
| 2006 | ф   | Смерть Супермена           | Hollywoodland           | Сержант Джек Патерсон     |
| 2006 | ф   | Пересечение 10-й и Вульф   | 10th & Wolf             | Джейсон                   |
| 2007 | ф   | Пожарный пёс               | Firehouse Dog           | Трей                      |
| 2007 | ф   | Однажды в Лос-Анджелесе    | Loveless in Los Angeles | Дэйв Рэнэлл               |
| 2007 | ф   | Я — легенда                | I Am Legend             | альфа-самец               |
| 2008 | ф   | Пожарный пёс               | The Longshots           | Трей                      |
| 2009 | ф   | Каратель: Территория войны | Punisher: War Zone      | Мартин Соап               |
| 2011 | ф   | Взлёт                      | Lifted                  | Уильям Меттьюз            |
| 2011 | ф   | Изнутри                    | On the Inside           | Карл                      |
| 2011 | ф   | Что скрывает ложь          | Trespass                | Тай                       |
| 2012 | ф   | Мой парень — псих          | Silver Linings Playbook | офицер Кео                |
| 2013 | с   | Рэй Донован                | Ray Donovan             | Банч Донован              |
| 2014 | ф   | Форт Блисс                 | Fort Bliss              | сержант Малкольм          |
| 2015 | с   | Готэм                      | Gotham                  | Арнольд Фласс             |
| 2016 | ф   | Сомния                     | Before I Wake           | Уилан                     |
| 2018 | ф   | Миллион мелких осколков    | A Million Little Pieces | Линкольн                  |
| 2022 | ф   | Рэй Донован                | Ray Donovan             | Брендан «Банчи» Донован   |
| 2022 | ф   | Глубокие воды              | Deep Water              | Джонас Фернандес          |